# Puy Masso
Le puy Masso est un sommet des monts du Cantal dans le Massif central.

## Géographie
Le puy est situé au sud-est du col de la Griffoul, entre les communes de Cézens et de Brezons.

## Protection environnementale
Son versant occidental est inclus dans la ZNIEFF de type 1 « Versants et torrent de la vallée du Brézons », tandis que l'intégralité du sommet est intégrée dans la ZNIEFF de type 2 « Monts du Cantal ».